# 克拉斯諾亞爾斯克水庫
克拉斯諾亞爾斯克水庫是俄羅斯的水庫，位於葉尼塞河。
混凝土重力坝，最大坝高124米，坝顶长1175米。水库海拔高度243米，長400公里、寬15公里，面積2,130平方公里，平均深度37米，最大深度105米。总库容733亿立方米，有效库容304亿立方米。水电站装机12台，单机容量50万kW，总装机600万kW，年平均发电量204亿kW·h。工程具有发电、航运和供水等综合经济效益。
水电站工程于1955年开工，1963年3月截流，1967年第一台机组发电，1972年全部工程建成
克拉斯诺雅尔斯克大坝的倾斜升船机由列宁格勒水工建筑设计院与列宁格勒水工钢结构设计院特种结构设计局和其他设计单位共同协作完成。船舶在自行式承船厢内浮动并沿斜坡道过坝。斜面升船机布置在左岸，紧靠水边线。在上下游斜坡道接头处，即混凝土非溢流坝与岸边联接区，设承船箱转向设备（即在坝顶设有一个大圆盘给船舶换向）和错船线。上下游斜坡道中心线平面夹角为142°23′。斜坡道总长1600米，其中转向设备长107米。从转向设备中心算起，上游坡长353米，下游坡长1240米，斜坡道坡度1∶10，坡道上铺设齿轨，轨距9米。承船厢由专门设计的驱动系统在轨道上传送。系统包括由156个液压驱动导向轮组合成的78辆支承驱动小车。设计的过坝船舶是排水量1785吨的非自航式的干运驳船、664吨的内燃机干货轮和满载吃水深度为1.8~ 1.9米的1000吨客轮。船厢向上的运行速度为1米/秒，向下的运行速度为1.33米/秒，船厢在整个轨道上的运行时间（包括船舶进出厢的时间），需要45分钟。承船箱有效尺寸（长120米，宽18米，船箱水深3.5米），一次可以通过一条3000吨级的客货轮或一条895千瓦推轮顶推的1500吨级驳船。所有动力都来自于电力。1985年通航期间，升船机货运量最大，共有535条船只过坝，往返河流和水库的船舶货运量达到17万吨以上。